# La Center (település)
La Center az Amerikai Egyesült Államok északnyugati részén, Washington állam Clark megyéjében elhelyezkedő város. A 2010. évi népszámlálási adatok alapján 2800 lakosa van.
A vasút- és közúthálózat fejlődésével a település jelentősége csökkent. La Center 1909. augusztus 27-én kapott városi rangot.

## Éghajlat
| Hónap                         | Jan.  | Feb.  | Már.  | Ápr.  | Máj. | Jún. | Júl. | Aug. | Szep. | Okt. | Nov.  | Dec.  | Év    |
| ----------------------------- | ----- | ----- | ----- | ----- | ---- | ---- | ---- | ---- | ----- | ---- | ----- | ----- | ----- |
| Rekord max. hőmérséklet (°C)  | 23,9  | 21,7  | 31,1  | 32,2  | 38,9 | 40,0 | 40,6 | 41,7 | 41,1  | 34,4 | 22,2  | 17,8  | 41,7  |
| Átlagos max. hőmérséklet (°C) | 6,7   | 8,9   | 12,2  | 15,6  | 18,9 | 22,2 | 25,6 | 26,1 | 23,3  | 16,1 | 9,4   | 5,6   | 15,9  |
| Átlagos min. hőmérséklet (°C) | 0,6   | 1,1   | 2,8   | 4,4   | 7,2  | 10,0 | 12,8 | 12,8 | 10,6  | 6,7  | 2,8   | 0,0   | 6,0   |
| Rekord min. hőmérséklet (°C)  | −16,1 | −15,6 | −17,2 | −11,1 | −7,8 | −3,9 | 3,3  | −1,1 | 1,1   | −6,7 | −12,2 | −17,2 | −17,2 |
| Átl. csapadékmennyiség (mm)   | 177   | 131   | 124   | 90    | 74   | 50   | 18   | 23   | 45    | 93   | 180   | 183   | 1188  |
| Forrás: The Weather Channel   |       |       |       |       |      |      |      |      |       |      |       |       |       |

## Népesség
A 2010-es népszámláláskor a városnak 2800 lakója, 942 háztartása és 804 családja volt. A népsűrűség 434,1 fő/km2. A lakóegységek száma 981, sűrűségük 152,1 db/km2. A lakosok 91,3%-a fehér, 1%-a afroamerikai, 0,8%-a indián, 1,9%-a ázsiai,  1,5%-a egyéb, 3,4%-a pedig kettő vagy több etnikumú. A spanyol vagy latino származásúak aránya 4,6% (   )
A háztartások 45,9%-ában élt 18 évnél fiatalabb. 69,6% házas, 10,8% egyedülálló nő, 4,9% egyedülálló férfi, 14,6% pedig nem család. 11,3% egyedül élt; 3,2%-uk 65 éves vagy idősebb. Egy háztartásban átlagosan 2,97 személy élt; a családok átlagmérete 3,17 fő.
A medián életkor 36,6 év volt. A város lakóinak 30,7%-a 18 évesnél fiatalabb, 5,4% 18 és 24 év közötti, 28,6%-uk 25 és 44 év közötti, 26,1%-uk 45 és 64 év közötti, 9,4%-uk pedig 65 éves vagy idősebb. A lakosok 49,2%-a férfi, 50,8%-a pedig nő.

## Nevezetes személy
- Richard Curtis, politikus[9]

## Fordítás
- Ez a szócikk részben vagy egészben  a   La Center, Washington című angol Wikipédia-szócikk ezen változatának fordításán alapul.  Az eredeti cikk szerkesztőit annak laptörténete sorolja fel. Ez a jelzés csupán a megfogalmazás eredetét és a szerzői jogokat jelzi, nem szolgál a cikkben szereplő információk forrásmegjelöléseként.